# Violetter Sauerklee
Violetter Sauerklee (Oxalis violacea) ist eine Pflanzenart aus der Gattung Sauerklee (Oxalis). Sie ist in den Vereinigten Staaten beheimatet und wird als Zierpflanze verwendet sowie vom Menschen gegessen. Die Pflanzenteile enthalten Oxalsäure.

## Beschreibung

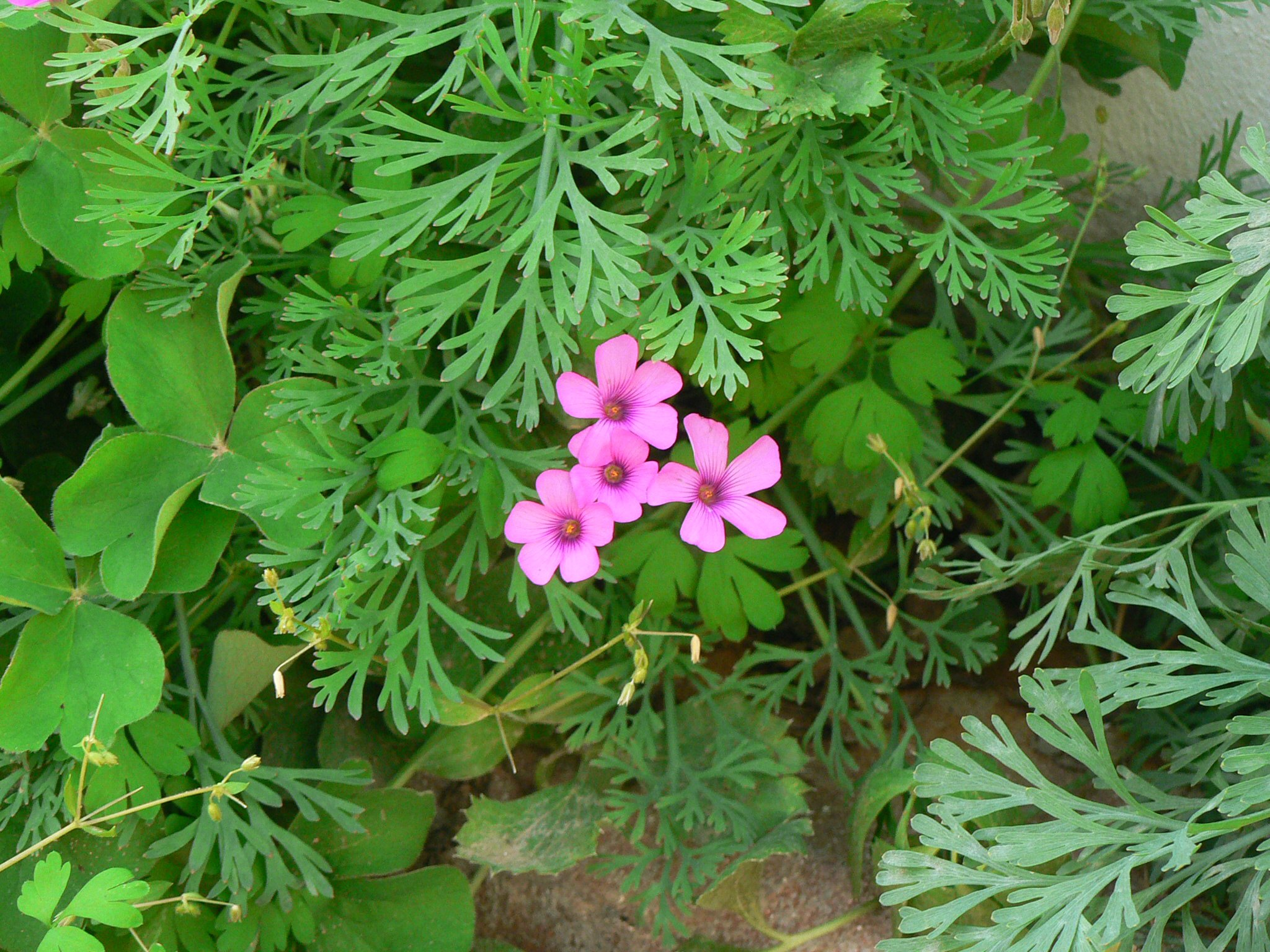
Pflanze mit grünen Laubblättern

### Erscheinungsbild und Blatt
Oxalis violacea wächst als ausdauernde krautige Pflanze. Dieser Geophyt bildet unterirdische, mit Schuppen besetzte Knollen als Überdauerungsorgane, mit denen klonale Bestände ausgebildet werden können. Es werden Faserwurzeln an den Knollen gebildet.
Die grundständigen Laubblätter sind in Blattstiel und Blattspreite gegliedert. Der etwa 10 cm langen Blattstiel ist purpurfarben und kahl bis flaumig behaart. Die dreiteilige Blattspreite öffnet sich bei Tag. Die sitzenden, einfachen Blättchen sind bei einer Länge von etwa 2 cm und einer Breite von etwa 2,5 cm verkehrt-herzförmig. Die kahlen bis spärlich flaumig behaarten Blättchen können auf der Oberseite tief-grün bis purpurfarben-grün sein und sind auf der Unterseite purpurfarben. Je kälter es ist und umso höher die Sonneneinstrahlung ist, umso purpurfarbener sind die Laubblätter.

### Blütenstand und Blüte
Direkt aus der Knolle wird ein etwa 15 cm langer, aufrechter, weißlich-grüner, manchmal mit rosafarbenen Tönen, kahler bis flaumig behaarter Blütenstandsschaft gebildet, der länger ist als die Laubblätter. Der endständige, doldige Blütenstand enthält einige (zwei bis fünf) Blüten. Meist ein bis zwei Blüten eines Blütenstandes sind zur gleichen Zeit geöffnet. Die bis zu 1 cm langen, dünnen Blütenstiele sind kahl bis spärlich flaumig behaart.
Die Blütezeit reicht beispielsweise in Illinois von Mitte des Frühlings bis zum frühen Sommer und dauert etwa ein bis zwei Monate, manchmal blüht Oxalis violacea nochmals im Herbst. Die Blüten öffnen sich morgens (8:00 bis 9:30) und schließen sich wieder nachmittags (16:00 bis 18:00). Die Blüten duften nicht. Die zwittrigen Blüten sind radiärsymmetrisch, glockenförmig und fünfzählig mit doppelter Blütenhülle. Die fünf grünlichen, typischerweise kahlen Kelchblätter sind bei einer Länge von 5 mm pfriemlich, ganzrandig sowie am oberen Ende mit einer orangen Masse versehen. Die Blütenkrone besitzt einen Durchmesser von etwa 8 mm. Die fünf kahlen Kronblätter sind an ihrer Basis verwachsen. Die etwa 2 cm langen und etwa 7 mm breiten Kronblätter sind verkehrt-lanzettlich und besitzen ein stumpfes bis gestutztes oberes Ende, das sich manchmal zurückkrümmt. Die Kronblätter sind purpurfarben und gelb sowie grün an ihrer Basis. Es sind zwei Kreise mit je fünf Staubblättern vorhanden, wobei die des einen Kreises eine andere Länge aufweisen als die des anderen Kreises. Die Staubfäden sind an ihrer Basis verwachsen und an ihrer Basis befindet sich jeweils eine Nektardrüse. Die gelben Staubbeutel sind bereits geöffnet, wenn sich die Kronblätter entfalten. Fünf Fruchtblätter sind zu einem oberständigen, fünfkammerigen Fruchtknoten verwachsen. Es sind fünf freie Griffel vorhanden. Beim selbstinkompatiblen Oxalis violacea liegt Heterostylie vor, das bedeutet in einem Teil der Blüten sind die fünf Griffel deutlich kürzer als die Staubblätter und beim anderen Teil sind die fünf Griffel deutlich länger als die Staubblätter. Die Bestäubung erfolgt durch Insekten.

### Frucht und Samen
Die bis zu 6 mm lange Kapselfrucht öffnet sich elastisch an vertikalen Nähten mit fünf Fächern. Manchmal werden die braunen Samen einige Zentimeter hinaus geschossen.

### Chromosomenzahl
Die Chromosomenzahl beträgt 2n = 28.

## Verbreitung
Oxalis violacea kommt in den Vereinigten Staaten in den Bundesstaaten Connecticut, Indiana, Massachusetts, südliches Michigan, New Jersey, südöstliches New York, Ohio, Pennsylvania, West Virginia, Illinois, Iowa, östliches Kansas, Minnesota, Missouri, östliches Nebraska, Oklahoma, südliches South Dakota, Wisconsin, Alabama, Arkansas, Georgia, Kentucky, Louisiana, Maryland, Mississippi, North Carolina, South Carolina, Tennessee, Virginia, New Mexico, Texas sowie Arizona vor. In einigen Ländern ist Oxalis violacea verwildert.

## Taxonomie
Die Erstveröffentlichung von Oxalis violacea erfolgte 1753 durch Carl von Linné in Species Plantarum, 1, S. 434.

## Nutzung
Oxalis violacea wird als Zierpflanze verwendet.
Die Blätter können roh oder gegart gegessen werden. Die sauer-salzigen Blätter werden roh in Salaten und Sandwiches oder gegart als Küchengewürz gegessen. Da die Blätter Oxalsäure enthalten, sollten sie nicht in zu großen Mengen verwendet werden. Die Blüten werden roh gegessen und sind eine attraktive und gut schmeckende Garnitur auf Salaten. Die unterirdischen Pflanzenteile werden roh oder gegart gegessen. Ein Getränk mit Zitronengeschmack wird aus den Blättern hergestellt.
Die medizinischen Wirkungen wurden untersucht.